# Jadammina
Jadammina es un género de foraminífero bentónico de la subfamilia Jadammininae, de la familia Trochamminidae, de la superfamilia Trochamminoidea, del suborden Trochamminina, y del orden Trochamminida. Su especie tipo es Jadammina polystoma. Su rango cronoestratigráfico abarca desde el Luteciense (Eoceno medio) hasta la Actualidad.

## Discusión
Clasificaciones más modernas consideran Jadammina un sinónimo posterior de Entzia. Clasificaciones previas incluían Jadammina en el suborden Textulariina del orden Textulariida. Otras clasificaciones lo han incluido en el orden Lituolida.

## Clasificación
Jadammina incluye a las siguientes especies:
- Jadammina dacica
- Jadammina polystoma, considerado como Entzia polystoma
  - Jadammina polystoma caspica
- Jadammina statuminis
- Jadammina zernovi

Otra especie considerada en Jadammina es:
- Jadammina macrescens, aceptado como Entzia macrescens